# Phryganea wickhami
Phryganea wickhami is een fossiele soort schietmot uit de familie Phryganeidae.